# Five Nights at Freddy's: Into the Pit
Five Nights at Freddy's: Into the Pit è un videogioco survival horror del 2024 sviluppato e pubblicato da Mega Cat Studios. È un spin-off della serie di videogiochi Five Nights at Freddy's. È stato pubblicato per Microsoft Windows il 7 agosto 2024 e distribuito il 27 settembre per console.
Il videogioco è un adattamento videoludico del racconto Nella vasca de' Gli incubi del Fazbear.

## Trama
Oswald, il protagonista, vive in una cittadina ormai deserta e, a causa delle condizioni economiche della famiglia, non può permettersi una vacanza. Il padre decide di portarlo ogni mattina alla pizzeria di Jeff mentre lavora. Un giorno origlia una conversazione di altri clienti e scopre l'esistenza di una vasca di palline chiusa al pubblico. Per giocare uno scherzo al padre, Oswald decide di nascondersi al suo interno, ma quando esce si ritrova nel Freddy Fazbear's Pizza del 1985.
Qua fa amicizia con Chip e Mike, due ragazzi dell'epoca ignari del suo viaggio temporale, che decidono di giocare a nascondino con lui. Oswald riesce a nascondersi così bene che non viene trovato dai due amici, ma quando esce dal nascondiglio, incomincia a sentire urla e si preoccupa. Segue un individuo vestito da coniglio giallo che sembra volergli mostrare qualcosa, ma una volta aperta la porta, intravede diversi corpi di bambini deceduti.
Oswald scappa e ritorna al futuro dove incontra suo padre, ma prima che possa sgridarlo, il coniglio giallo rapisce il genitore e lo porta nel passato. Dalla vasca fuoriesce il coniglio che prende le sembianze del padre di Oswald e ne copia anche i comportamenti. Per le prossime cinque notti Oswald dovrà nascondersi dal coniglio e tornare nel passato per salvare il padre, insieme ad altri bambini rapiti.

## Modalità di gioco

Screenshot dal videogioco che mostra Oswald nel passato durante la seconda notte.

Il giocatore prende il controllo di Oswald, che può muoversi ed interagire con l'ambiente circostante. Il gioco è strutturato in cinque giorni e cinque notti. Durante le fasi diurne, il giocatore può esplorare la città nel presente, raccogliere strumenti utili e pianificare le fasi notturne.
Invece la fase notturna si apre con il giocatore che deve scappare dalla sua stessa casa, sorvegliata dal coniglio giallo, che ogni notte blocca la via d'uscita della sera precedente. Una volta fuggito, il giocatore andrà alla pizzeria per lanciarsi nella vasca di palline e cercare indizi sulla scomparsa di suo padre, cercando di nascondersi dal coniglio e dagli altri animatroni attivi. Ogni notte si imbatterà in un bambino rapito, che Oswald cercherà di salvare con l'aiuto degli strumenti collezionati durante il giorno. In questa fase le due meccaniche principali del gioco sono il rumore prodotto dal giocatore e i quick time event, muovere oggetti o utilizzarli può attirare il coniglio e durante i nascondigli il giocatore deve avere buon tempismo a premere determinati tasti per non farsi scoprire, quest'ultimo si ripete anche durante gli intermezzi.

## Sviluppo
Lo sviluppo è iniziato prima che fosse scritto il racconto secondo il fondatore di Mega Cat Studios, James Deighan. L'autore Scott Cawthon aveva consegnato allo studio una bozza della modalità di gioco senza trama. Inizialmente doveva essere un piccolo videogioco distribuito su cartuccia a 16-bit per SNES, ma durante lo sviluppo è stato deciso di ampliarlo e distribuirlo su Steam.

### Distribuzione
Il 24 gennaio 2024 il trailer del videogioco è stato trapelato online, per poi essere annunciato ufficialmente dall'autore e dallo studio Mega Cat Studios. Il 6 giugno 2024 un trailer incentrato sul gameplay è stato mostrato durante il Guerrilla Collective. Dopo essere stato erroneamente distribuito sul Nintendo eShop nipponico, il gioco è stato distribuito il 7 agosto 2024, un giorno prima della data prefissata.

### Seguito
L'autore ha discusso in una intervista come lo studio potrebbe adattare anche il racconto Il cane meccanico.

## Accoglienza
| Testata                              | Giudizio |
| ------------------------------------ | -------- |
| Metacritic (media al 19 agosto 2024) | 86/100   |
| Game Rant                            | 5/5      |
| Comic Book                           | 5/5      |
| The Gamer                            | 4/5      |

Il gioco ha ricevuto critiche estremamente positive. Su Steam è entrato nella top 10 videogiochi più venduti della settimana dal 6 al 13 agosto 2024. Su Metacritic ha raggiunto l'86%. Hannah Adkins di Comic Book loda soprattutto il design del suono, scrivendo che "ti permette di immergerti abbastanza per prendere la tua intera attenzione", critica la lunghezza del gioco, sperando fosse più lungo. Brie Hoban di Game Rant lo definisce un "gioco stupendo, con Mega Cat Studios che mette in mostra la sua abilità portando al limite lo stile 2D", elogia le animazioni, che rendono il gioco più vivo.
George Foster di The Gamer critica i comandi ed i quick-time event, tuttavia definisce "Into the Pit il più completo gioco del franchise". Jesse Mann di Dead Talk News sostiene che il gioco propone "interessanti e divertenti meccaniche", definendo la modalità di gioco "molto creativa", per questo non sembra un gioco della saga.